# Ehe Shaoge
Ehe Shaoge (mort el 253 EC) va ser un general militar qiang servint sota les ordres del Rei Midang durant el període dels Tres Regnes de la història xinesa. Va ser enviat a atacar Nan'an, per en va ser capturat pel general de Cao Wei Guo Huai.
En la novel·la històrica del Romanç dels Tres Regnes de Luo Guanzhong, va suïcidar-se després de la seva derrota.